# Simon Kantor
Simon W. (Eddie) Kantor (ur.  1925) – urodzony w Belgii amerykański brydżysta, Senior International Master (WBF).
Simon Kantor był naukowcem i posiada kilkanaście patentów w dziedzinie polimerów.

## Wyniki brydżowe

### Zawody światowe
W światowych zawodach zdobył następujące lokaty:
| Mistrzostwa Świata. Konkurencja par | Mistrzostwa Świata. Konkurencja par | Mistrzostwa Świata. Konkurencja par | Mistrzostwa Świata. Konkurencja par | Mistrzostwa Świata. Konkurencja par | Mistrzostwa Świata. Konkurencja par |
| Rok                                 | Miejsce                             | Zawody                              | Kategoria                           | Partner                             | Pozycja                             |
| ----------------------------------- | ----------------------------------- | ----------------------------------- | ----------------------------------- | ----------------------------------- | ----------------------------------- |
| 1994                                | Albuquerque                         | 9. Mistrzostwa Świata               | Seniorzy                            | Murray Melton                       | 2                                   |

## Klasyfikacja
- Simon Kantor – klasyfikacja WBF (ang.)